# Jacques Despierre
Jacques Joseph Marie Despierre (ur. 6 maja 1928 w Tuluzie) – francuski duchowny rzymskokatolicki, w latach 1982-2004 biskup Carcassonne.

## Życiorys
Święcenia kapłańskie przyjął 24 czerwca 1952. 25 sierpnia 1982 został mianowany biskupem Carcassonne. Sakrę biskupią otrzymał 10 października 1982. 28 czerwca 2004 przeszedł na emeryturę.